# Eliezer Ben-Yehuda
Eliezer Ben‑Yehuda (født 7. januar 1858, død 16. december 1922) var en russisk-jødisk aktivist og en nøglefigur i genoplivelsen af det hebraiske sprog. Ben-Yehuda betragtede hebraisk og zionismen som symbiotiske: "Det hebraiske sprog kan kun leve, hvis vi genopliver nationen og returnerer den til fædrelandet".
Ben‑Yehuda var gift to gange med to søstre. Første ægteskab var med Devora (pigenavn: Jonas), som døde i 1891 af tuberkulose. Hendes sidste ønske var, at han skulle gifte sig med hendes lillesøster Paula Beila. Devora efterlod ham med fem små børn, hvoraf tre døde af difteri kort tid efter indenfor en periode af ti dage. Seks måneder senere giftede han sig med Paula Beila, som tog det hebraiske navn Hemda.